# Подвязье (Островский район)
Подвязье — деревня в Шиковской волости Островского района Псковской области.
Расположена в 46 км к востоку от города Острова и в 3 км к северу от волостного центра, деревни Шики.
Численность населения деревни по состоянию на 2000 год составляла 8 человек.